# August Wilhelmj
August Emil Daniel Ferdinand Wilhelmj (født 21. september 1845 i Usingen, død 22. januar 1908 i London) var en tysk violinvirtuos.
Wilhelmj studerede violin under Ferdinand David i Leipzig, teori hos Moritz Hauptmann, Ernst Friedrich Richter og Joachim Raff. Hans fuldendte teknik, i forbindelse med en sjælden stor og klangskøn tone, genialitet i opfattelse og gengivelse, stillede ham i række med de første violinister. Som sådan blev han fejret på vidtstrakte koncertrejser, der førte ham over så godt som hele jordkloden; Skandinavien besøgte Wilhelmj 1871 og 1885. I 1876 var han koncertmester ved festspillene i Bayreuth; en tid lang ledede Wilhelmj en højskole for violinspil i Biebrich am Rhein, senere bosatte han sig i Blasewitz ved Dresden, og 1894 fik han ansættelse ved Guildhall School of Music i London.